# Pulai-árok
A Pulai-árok a Kisalföldön ered, Komárom-Esztergom vármegyében, mintegy 230 méter tengerszint feletti magasságban. A patak forrásától kezdve előbb északi irányban halad, majd Etétől északnyugatra eléri a Concó-patakot.
A Pulai-árok vízgazdálkodási szempontból a Bakonyér és Concó Vízgyűjtő-tervezési alegység működési területét képezi.

## Part menti települések
- Vérteskethely
- Ete